# Argo (film)
Argo este un film de ficțiune american din 2012, genul thriller, regizat de Ben Affleck.  Această dramatizare este o adaptare a cărții The Master of Disguise scrisă de agentul CIA Tony Mendez și a articolului lui Joshuah Berman din 2007 apărut în revista Wired și denumit "The Great Escape", articol despre operațiunea sub acoperire "Canadian Caper" în care Mendez a reușit salvarea a șase diplomați americani din  Teheran, Iran, în timpul Crizei ostaticilor din Iran, 1979.
În rolurile principale joacă Ben Affleck ca Mendez, alături de Bryan Cranston, Alan Arkin și John Goodman. Filmul a fost lansat în America de Nord la 12 octombrie 2012, fiind un succes comercial. Este produs de Grant Heslov, Ben Affleck și George Clooney. Povestea acestei salvări a fost prezentată și în filmul de televiziune din 1981  Escape from Iran: The Canadian Caper, regizat de Lamont Johnson.

## Distribuție
- Ben Affleck este Tony Mendez

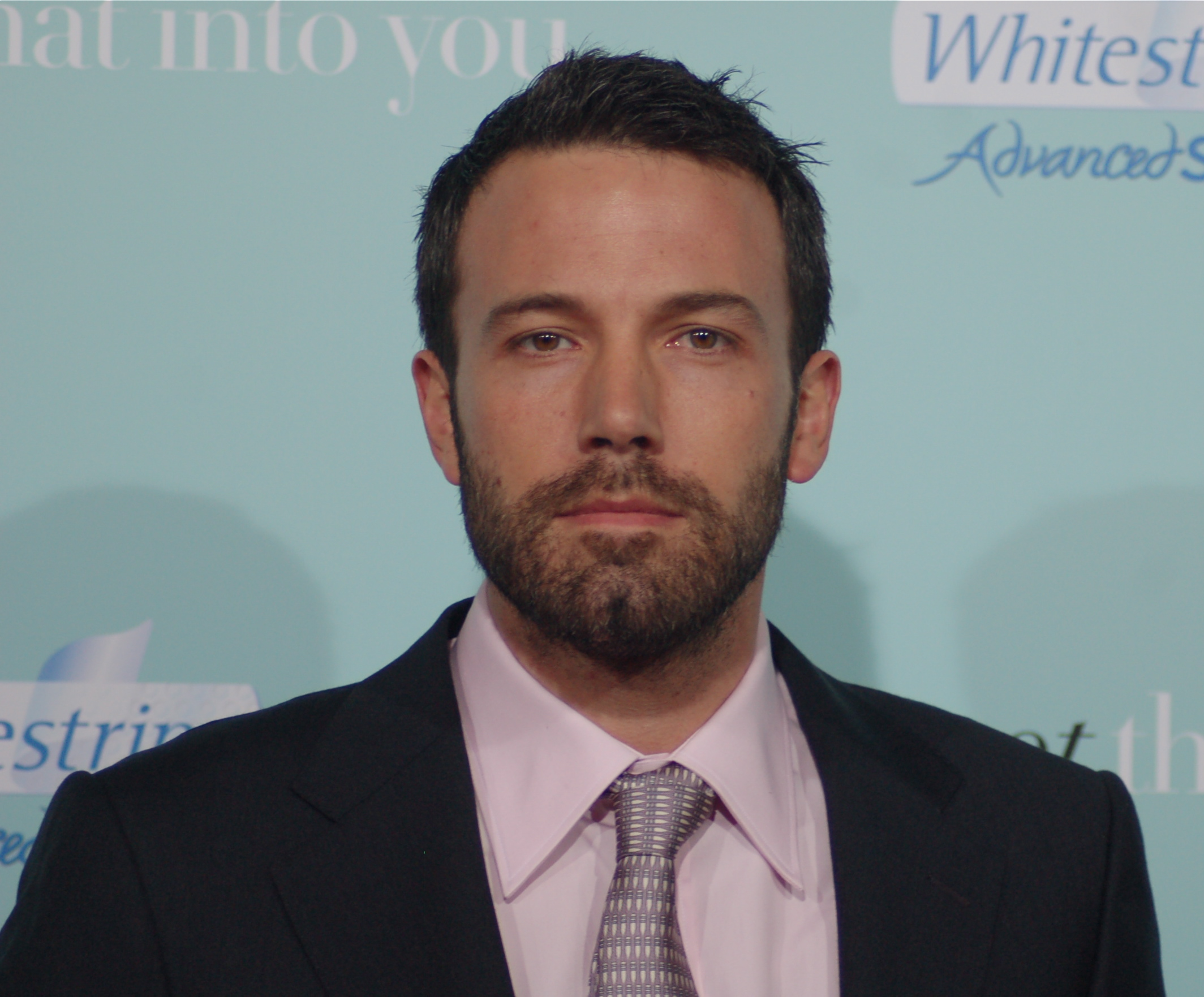
Ben Affleck - producător, regizor și actor.

- Bryan Cranston este Jack O'Donnell
- Alan Arkin este Lester Siegel
- John Goodman este John Chambers
- Tate Donovan este Robert Anders
- Clea DuVall este Cora Lijek
- Christopher Denham este Mark Lijek
- Scoot McNairy este Joe Stafford
- Kerry Bishé este Kathy Stafford
- Rory Cochrane este Lee Schatz
- Victor Garber este Ken Taylor
- Kyle Chandler este Hamilton Jordan
- Chris Messina este Malinov
- Željko Ivanek este Robert Pender
- Titus Welliver este Jon Bates
- Bob Gunton este Cyrus Vance (United States Secretary of State)
- Philip Baker Hall este Stansfield Turner (Director of Central Intelligence) (nemenționat)
- Richard Kind este Max Klein
- Richard Dillane este Peter Nicholls
- Michael Parks este Jack Kirby
- Tom Lenk este Rodd
- Christopher Stanley este Tom Ahern
- Page Leong este Pat Taylor
- Taylor Schilling este Christine Mendez
- Ashley Wood este Beauty
- Sheila Vand este Sahar
- Devansh Mehta este Matt Sanders
- Omid Abtahi este Reza
- Karina Logue este Elizabeth Ann Swift
- Adrienne Barbeau este Nina
- Fouad Hajji este Komiteh